# Warthaer Tunnel
Der Warthaer Tunnel ist ein Eisenbahntunnel auf der Bahnstrecke Wrocław–Międzylesie (Breslau–Mittelwalde) in der Woiwodschaft Niederschlesien in Polen.

## Beschreibung
Der Tunnel liegt zwischen den Bahnstationen Bardo Śląskie (bis 1945 Wartha) und Ławica (Labitsch). Er unterquert südlich der Glatzer Neiße einen Nordhang des Warthaer Kalvarienberges polnisch Góra Bardzka . Der Tunnel hat eine Länge von 364 m.